# Schieramento Nazionale
Schieramento Nazionale (in greco moderno: Εθνική Παράταξις - ΕΠ, trasl. Ethniki Parataxis) è stato un partito politico greco di orientamento conservatore fondato nel 1977 da Stefanos Stefanopoulos

## Risultati
| Elezione          | Voti    | %    | Seggi   |
| ----------------- | ------- | ---- | ------- |
| Parlamentari 1977 | 349.988 | 6,82 | 5 / 300 |